# Pyromitrium vulgare
Pyromitrium vulgare là một loài rêu trong họ Encalyptaceae. Loài này được Hedw. Hampe mô tả khoa học đầu tiên năm 1873.